# Alamgir II
Alamgīr II o ʽAzīz al-Dīn ʽAlamgīr II (Multán, 6 de junio de 1699-Delhi, 29 de noviembre de 1769) fue un emperador mogol de la India, que reinó desde 1754 hasta 1759.
Fue puesto en el trono por el visir imperial Imād al-Mulk Ghāzī al-Dīn siendo siempre títere de hombres más poderosos, como el gobernante afgano Ahmad Shah Durrani, cuyos efectivos ocuparon Delhi en 1757 e hicieron de Alamgīr el emperador simbólico del Indostán. Fue asesinado por Nawab Mir Ghazi ud-Din, quien temía que Alamgīr fuese capturado y usado en su contra en alguna invasión afgana.